# Harley Cameron
Danielle Vidot (de soltera Glanville) es una cantante, modelo y luchadora profesional australiana. Actualmente trabaja para la promoción estadounidense All Elite Wrestling (AEW) bajo el nombre de Harley Cameron, donde es miembro del grupo The Outcasts.

## Primeros años de vida
Vidot nació y creció en Gold Coast, Australia. Ella era una de los nueve hermanos nacidos de la familia. Vidot es licenciada en periodisma. Antes de mudarse al extranjero, actuó en un restaurante de cabaré en Gold Coast bajo el nombre artístico de Luna. Vidot también trabajó en una empresa financiera como prestamista hipotecario. Vidot se mudó a los Estados Unidos en 2018 para avanzar en su carrera como cantante y modelo. Con el tiempo, se convirtió en chica del ring del Bare Knuckle Fighting Championship mientras se concentraba en su carrera como cantante.

## Carrera en la lucha libre profesional
El marido de Vidot es el exjugador profesional de  rugby league Daniel Vidot. Después de dejar la rugby league, él comenzó una carrera en la lucha libre profesional y firmó un contrato de desarrollo con WWE NXT bajo el nombre de Xyon Quinn en 2018. Este movimiento despertó el interés de Vidot por la lucha libre profesional, pero decidió centrarse en otros intereses en ese momento.
En 2021 Vidot comenzó a entrenar en la Flatbacks Wrestling School en Orlando, Florida. Allí aprendió la industria de la mano de Tyler Breeze y Shawn Spears. Cuando originalmente comenzó a trabajar en eventos de lucha libre, lo hacía sin paga porque aún no había recibido su tarjeta de residencia. Originalmente, usaba el nombre de Danni Ellexo. Finalmente luchó en su primer combate conocido en febrero de 2022 en la promoción WrestlePro. En el combate perdió ante Scarlett Bordeaux. Después de una temporada en el circuito independiente con Shine Wrestling, Coastal Championship Wrestling y World Wrestling Network, apareció en un episodio de AEW Dark de All Elite Wrestling bajo el nombre de Harley Cameron en julio de 2022. El combate terminó en una derrota ante Willow Nightingale . Más tarde, en 2023, Cameron comenzó a aparecer como parte del stable «QTV» de QT Marshall tanto en Dynamite como en Rampage. Firmó oficialmente con la empresa en abril de 2023.
Más tarde se reveló que Vidot originalmente tenía planes de unirse a la WWE antes de firmar con AEW, pero muchas de las personas que presionaron para su firma fueron despedidas como parte de despidos masivos en la compañía.

## Carrera como cantante
Vidot se asoció con las luchadoras de la WWE Scarlett Bordeaux y Shotzi Blackheart para el lanzamiento de su primer video musical de su canción «Indestructible». Trabajó nuevamente con el dúo para lanzar una versión de «I Put a Spell on You» y otro video musical. Más tarde colaboró con las entonces estrellas de Impact Wrestling Jessie McKay y Cassie Lee, quienes son mejor conocidas como equipo y luego bajo el nombre de The IInspiration para lanzar un video musical con el mismo título que el nombre del equipo.

## Vida personal
Vidot habla mandarín,sabe lanzar la voz y ha practicado la ventriloquía.
En agosto de 2018, Daniel Vidot le propuso matrimonio en su última noche en Australia antes de migrar a Estados Unidos durante su última actuación como parte de «Dracula's Cabaret».